# Stazione di Castellammare di Stabia Marittima
Stazione di Castellammare di Stabia Marittima vasútállomás Olaszországban, Castellammare di Stabia településen.

## Vasútvonalak
Az állomást az alábbi vasútvonalak érintik:
- Raccordo ferroviario di Castellammare di Stabia

## Kapcsolódó állomások
A vasútállomáshoz az alábbi állomások vannak a legközelebb: